# Болгарска-Поляна
Болгарска-Поляна (болг. Българска поляна) — село в Болгарии. Находится в Хасковской области, входит в общину Тополовград. Население составляет 204 человека.

## Политическая ситуация
В местном кметстве Болгарска-Поляна, в состав которого входит Болгарска-Поляна, должность кмета (старосты) исполняет Митко Михов Крыстев (коалиция в составе двух партий: Граждане за европейское развитие Болгарии (ГЕРБ), ВМРО — Болгарское национальное движение) по результатам выборов правления кметства.
Кмет (мэр) общины Тополовград — Евтимия Петрова Карачолова (Зелёные) по результатам выборов.